# بريتنير دا سيلفا
بريتنير دا سيلفا (بالبرتغالية: Overath Breitner da Silva Medina‏) (9 سبتمبر 1989 ببرشلونة، فنزويلا في فنزويلا - ) هو لاعب كرة قدم برازيلي في مركز الوسط. لعب مع مينيروس دو غويانا ونادي أونياو دا ماديرا ونادي سانتوس ونادي فيغورينسي ونادي كريسيوما ونادي 15 نوفمبر ‏ ونادي آراكسا ‏ ونادي ناوتيكو ونادي بوا إيسبورت.

## وصلات خارجية
- بريتنير دا سيلفا على موقع Soccerway.com (الإنجليزية)
- بريتنير دا سيلفا على موقع AS.com (الإسبانية)